# Interacción social
La interacción social es el fenómeno básico mediante el cual se establece la posterior influencia social que recibe todo individuo. Es un tema de estudio en la psicología social.

## Tipos de interacción social
Las interacciones sociales se dividen en:
- Relaciones persona-persona
  - Interacción social: existe influencia mutua entre dos personas.
- Relaciones persona-grupo:
  - Conformidad: la persona recibe influencia del grupo
  - Liderazgo: la persona influye sobre el grupo
- Relaciones grupo-grupo:
  - Conflicto (generalmente motivado por la competencia)
  - Cooperación

También se distingue entre relaciones interpersonales y relaciones intrapersonales.
Las relaciones intrapersonales pueden ser:
- relaciones directas (decisión cognitiva seguida de acciones concretas: "He decidido que es mejor para mí dejar a mi novio, y así se lo dije", o la decisión afectiva, seguido de una acción expresiva: "Amo a mi novia y yo siempre le demostraré eso") ;
- relaciones cruzadas (decisión cognitiva, seguido de una acción expresiva: "Hoy he decidido que es mejor para mí para romper con mi novia, pero mañana creo que va a aparecer en la puerta de su casa para decir que yo la amo", o la decisión afectiva seguido por la acción práctica: "Yo amaba a mi novio y yo siempre quería estar con él, pero finalmente lo dejé ir, porque era mejor para nosotros").

Las relaciones interpersonales también pueden ser:
- directas (reacción cognitiva a la acción práctica de otra persona: "Mi novia quiere tener relaciones sexuales conmigo, y estoy de acuerdo, porque eso es mejor para nosotros dos", o una reacción afectiva a la acción expresiva del otro: "Mi novio me muestra sus sentimientos, y le respondo de la misma forma");
- cruzadas (reacción afectiva a las acciones concretas del otro: "Mi pareja quiere que me compre una casa, y por lo tanto supongo que me ama", o la reacción expresiva a la acción práctica de otra persona: "Mi pareja dice que me ama, y me pregunto ¿por qué me dijo esto?").

## Interacciones sociales como relaciones estímulo-respuesta
La conducta social depende de la influencia de otros individuos y la interacción social es una de las claves de este proceso. Si la conducta social es una respuesta al estímulo social producido por otros, incluidos los símbolos que ellos transmiten, la interacción social puede ser concebida como una secuencia de relaciones estímulo-respuesta.
La conducta de una persona es el estímulo para la respuesta de otra, que a su vez, siguiendo la secuencia, pasa a ser luego el estímulo de la respuesta siguiente de la primera persona. Las interacciones regularizadas de este tipo constituyen la base de muchos de los hechos de influencia que ocurren dentro de las sociedades. Podemos decir que la respuesta es proporcional tanto a la actitud como al estímulo.
Así, la influencia social ha de materializarse en un cambio en nuestra actitud personal debido a que todo estímulo producirá un efecto (o respuesta) que podrá grabarse en nuestra memoria. Mediante este proceso simple y básico, se va conformando nuestra personalidad individual.